# IC 4688
IC 4688 ist eine Balken-Spiralgalaxie vom Hubble-Typ SBcd im Sternbild Ophiuchus am Nordsternhimmel. Sie ist schätzungsweise 276 Millionen Lichtjahre von der Milchstraße entfernt.
Das Objekt wurde von Edward Emerson Barnard entdeckt.